# Lili Goldstein
Lili Maria Goldstein (ur. 24 października 1925 w Łodzi, zm. 5 grudnia 2020 w Warszawie) – polska lekarka pochodzenia niemiecko-żydowskiego, pediatra, ekspert w dziedzinie wrodzonych wad serca u dzieci, twórczyni Katedry i Kliniki Kardiologii Dziecięcej przy ówczesnym Wojewódzkim Ośrodku Kardiologii w Zabrzu.

## Życiorys
Urodziła się w Łodzi. Była córką łódzkiego Niemca i ochrzczonej Żydówki, którzy sami siebie uznawali za Polaków. Jej ojciec był cenionym księgowym, matka, Maria – znaną pianistką. Los jej rodziców opisała jej młodsza siostra, Anita Janowska, w książce pt. Krzyżówka. Po wybuchu wojny była zmuszona przerwać naukę, została skierowana przez okupanta do pracy, początkowo w biurze, później w fabryce butów. Po wojnie wznowiła naukę w liceum Marii Konopnickiej w Łodzi, gdzie uzyskała maturę w 1946 r.
Po II wojnie światowej Lili  poznała w Łodzi swojego przyszłego męża, chirurga Jana Goldsteina, pod wpływem którego zrezygnowała z kształcenia się w zakresie baletu i podjęła studia medyczne w Akademii Medycznej w Łodzi. Studia ukończyła jako najlepsza studentka na roku i 31 grudnia 1952 r. otrzymała dyplom lekarza medycyny ze specjalnym wyróżnieniem. Od czerwca 1953 r. do września 1954 r. pracowała w Klinice Pediatrycznej Akademii Medycznej w Warszawie jako stypendystka Instytutu Doskonalenia i Specjalizacji Kadr Lekarskich. Na prośbę znanego sobie od lat wojennych Marka Edelmana rozpoczęła szkolenie pediatrów na warszawskiej uczelni. Zauważona przez pioniera polskiej kardiologii dziecięcej, prof. Antoniego Chrościckiego objęła zaproponowane jej stanowisko kierownika oddziału w Klinice Pediatrycznej w Łodzi. W 1956 roku prowadziła wykłady szkoleniowe i seminaria w Instytucie Matki i Dziecka w Warszawie.
W latach 60. XX wieku dwa razy wyjeżdżała na prestiżowe stypendium British Council do Londynu. Wraz z Marią Gołębiowską była prekursorką kardiologii dziecięcej w Łodzi. Goldstein i Gołębiowska zorganizowały w Łodzi pierwszą w tym regionie Poradnię Kardiologiczną i Reumatologiczną dla dzieci. W 1968 na fali tzw. wydarzeń marcowych straciła pracę w Akademii Medycznej w Łodzi  i wyjechała do Holandii. Była profesorem kardiologii w Lejdzie. Po powrocie do Polski ponownie pracowała w łódzkiej poradni. W 1986 powierzono jej stworzenie Katedry i Kliniki Kardiologii Dziecięcej przy ówczesnym Wojewódzkim Ośrodku Kardiologii w Zabrzu, którymi kierowała przez kolejnych 11 lat. Uznawana była za jednego z najwybitniejszych polskich i międzynarodowych ekspertów w zakresie wrodzonych wad serca u dzieci.
Po przejściu na emeryturę w maju 1997 r. wyjechała na stałe do Szwecji, skąd utrzymywała kontakt z wieloma swoimi uczniami, do których należy m.in. jej następca od 1998 r. na stanowisku kierownika Kliniki Wrodzonych Wad Serca i Kardiologii Dziecięcej dr Jacek Białkowski. Zmarła w Warszawie, dokąd - do jednego z synów - powróciła przed śmiercią.
Imię Lili Goldstein nosi Oddział Kardiologii Dziecięcej Akademickiego Szpitala Kardiologiczno-Kardiochirurgicznego w Zabrzu. Począwszy od 2021 r. jej imię nosi także ufundowana ogólnopolska nagroda specjalna dyrektora Śląskiego Centrum Chorób Serca w Zabrzu za najwybitniejsze osiągnięcia w dziedzinie kardiologii dziecięcej..

## Życie prywatne
Z Janem Goldsteinem miała dwóch synów: fizyka dr hab. Piotra Goldsteina i matematyka prof. Stanisława Goldsteina. 